# Taeniophora chocoensis
Taeniophora chocoensis är en insektsart som beskrevs av Morgan Hebard 1923. Taeniophora chocoensis ingår i släktet Taeniophora och familjen Romaleidae. Inga underarter finns listade i Catalogue of Life.